# San José de Carrasco

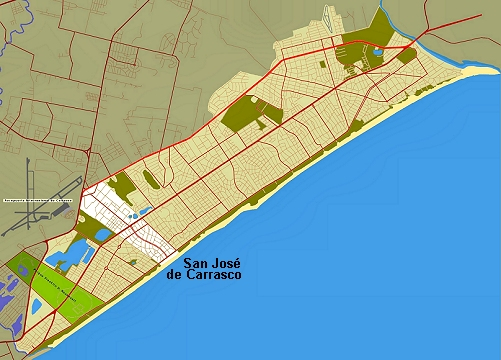
Carte de la ville de San José de Carrasco dans la Ciudad de la Costa.

San José de Carrasco est une ville et une station balnéaire de l'Uruguay située dans le département de Canelones qui appartient à l'Aire métropolitaine de Montevideo. Sa population est de 7 288 habitants.

## Population
Sa population est de 7 288 habitants environ (2011).
| Année | Population |
| ----- | ---------- |
| 1963  | 998        |
| 1975  | 2 591      |
| 1985  | 3 967      |
| 1996  | 6 068      |
| 2004  | 6 886      |
| 2011  | 7 288      |

Référence,